# Lista monumentelor istorice din județul Argeș

Simbol pentru monumentele istorice

Lista monumentelor istorice din județul Argeș cuprinde monumentele istorice din județul Argeș înscrise în Patrimoniul cultural național al României.
Lista completă este menținută și actualizată periodic de către Ministerul Culturii, Cultelor și Patrimoniului Național din România, prin intermediul Institutului Național al Patrimoniului, ultima versiune datând din 2015. Această listă cuprinde și actualizările ulterioare, realizate prin ordin al ministrului culturii.
Datorită numărului mare de monumente, această listă a fost împărțită după localitatea în care se află monumentul. Dacă știți localitatea (satul sau orașul) în care se află monumentul, alegeți localitatea din lista din această pagină. Dacă nu știți localitatea, puteți căuta un monument din județ folosind formularul de mai jos.
| A ↑ A B C D E F G H I Î J K L M N O P Q R S Ș T Ț U V W X Y Z ↓ | A ↑ A B C D E F G H I Î J K L M N O P Q R S Ș T Ț U V W X Y Z ↓ | A ↑ A B C D E F G H I Î J K L M N O P Q R S Ș T Ț U V W X Y Z ↓ | A ↑ A B C D E F G H I Î J K L M N O P Q R S Ș T Ț U V W X Y Z ↓ | A ↑ A B C D E F G H I Î J K L M N O P Q R S Ș T Ț U V W X Y Z ↓ | A ↑ A B C D E F G H I Î J K L M N O P Q R S Ș T Ț U V W X Y Z ↓ | A ↑ A B C D E F G H I Î J K L M N O P Q R S Ș T Ț U V W X Y Z ↓ | A ↑ A B C D E F G H I Î J K L M N O P Q R S Ș T Ț U V W X Y Z ↓ | A ↑ A B C D E F G H I Î J K L M N O P Q R S Ș T Ț U V W X Y Z ↓ | A ↑ A B C D E F G H I Î J K L M N O P Q R S Ș T Ț U V W X Y Z ↓ |
| --------------------------------------------------------------- | --------------------------------------------------------------- | --------------------------------------------------------------- | --------------------------------------------------------------- | --------------------------------------------------------------- | --------------------------------------------------------------- | --------------------------------------------------------------- | --------------------------------------------------------------- | --------------------------------------------------------------- | --------------------------------------------------------------- |
| Albești                                                         | Albeștii Pământeni                                              | Aninoasa                                                        | Argeșelu                                                        |                                                                 |                                                                 |                                                                 |                                                                 |                                                                 |                                                                 |
| B ↑ A B C D E F G H I Î J K L M N O P Q R S Ș T Ț U V W X Y Z ↓ |                                                                 |                                                                 |                                                                 |                                                                 |                                                                 |                                                                 |                                                                 |                                                                 |                                                                 |
| Bascov                                                          | Bascovele                                                       | Bădeni                                                          | Bădești                                                         | Bădulești                                                       |                                                                 |                                                                 |                                                                 |                                                                 |                                                                 |
| Băiculești                                                      | Băjești                                                         | Bălilești                                                       | Bălteni                                                         | Bărbălani                                                       |                                                                 |                                                                 |                                                                 |                                                                 |                                                                 |
| Bărbălătești                                                    | Bârla                                                           | Bârlogu                                                         | Bârseștii De Sus                                                | Beleți                                                          |                                                                 |                                                                 |                                                                 |                                                                 |                                                                 |
| Berevoești Pământeni                                            | Berevoiești                                                     | Bilcești                                                        | Borlești                                                        | Boteni                                                          |                                                                 |                                                                 |                                                                 |                                                                 |                                                                 |
| Bratia                                                          | Brădetu                                                         | Brăduleț                                                        | Broșteni                                                        | Bucșenești                                                      |                                                                 |                                                                 |                                                                 |                                                                 |                                                                 |
| Bucșenești-Lotași                                               | Budeasa Mare                                                    | Budișteni                                                       | Bughea De Jos                                                   | Bughea De Sus                                                   |                                                                 |                                                                 |                                                                 |                                                                 |                                                                 |
| C ↑ A B C D E F G H I Î J K L M N O P Q R S Ș T Ț U V W X Y Z ↓ |                                                                 |                                                                 |                                                                 |                                                                 |                                                                 |                                                                 |                                                                 |                                                                 |                                                                 |
| Calotești                                                       | Capu Piscului                                                   | Catane                                                          | Călinești                                                       | Căpățânenii Ungureni                                            |                                                                 |                                                                 |                                                                 |                                                                 |                                                                 |
| Cărpeniș                                                        | Câmpulung                                                       | Cândești                                                        | Cârcești                                                        | Cârstieni                                                       |                                                                 |                                                                 |                                                                 |                                                                 |                                                                 |
| Ceaurești                                                       | Cepari                                                          | Ceparii Pământeni                                               | Ceparii Ungureni                                                | Cetățeni                                                        |                                                                 |                                                                 |                                                                 |                                                                 |                                                                 |
| Ciocanu                                                         | Ciocănăi                                                        | Ciocănești                                                      | Ciofrângeni                                                     | Ciolcești                                                       |                                                                 |                                                                 |                                                                 |                                                                 |                                                                 |
| Ciulnița                                                        | Ciupa-Mănciulescu                                               | Cochinești                                                      | Colibași                                                        | Conțești                                                        |                                                                 |                                                                 |                                                                 |                                                                 |                                                                 |
| Corbeni                                                         | Corbi                                                           | Corbșori                                                        | Cornățel                                                        | Costești                                                        |                                                                 |                                                                 |                                                                 |                                                                 |                                                                 |
| Costești-Vâslan                                                 | Cotenești                                                       | Cotești                                                         | Cotmeana                                                        | Cotmenița                                                       |                                                                 |                                                                 |                                                                 |                                                                 |                                                                 |
| Cotu                                                            | Curtea De Argeș                                                 |                                                                 |                                                                 |                                                                 |                                                                 |                                                                 |                                                                 |                                                                 |                                                                 |
| D ↑ A B C D E F G H I Î J K L M N O P Q R S Ș T Ț U V W X Y Z ↓ |                                                                 |                                                                 |                                                                 |                                                                 |                                                                 |                                                                 |                                                                 |                                                                 |                                                                 |
| Davidești                                                       | Deagu De Sus                                                    | Dinculești                                                      | Dobrești                                                        | Dobrogostea                                                     |                                                                 |                                                                 |                                                                 |                                                                 |                                                                 |
| Domnești                                                        | Dragoslavele                                                    | Drăghici                                                        |                                                                 |                                                                 |                                                                 |                                                                 |                                                                 |                                                                 |                                                                 |
| E ↑ A B C D E F G H I Î J K L M N O P Q R S Ș T Ț U V W X Y Z ↓ |                                                                 |                                                                 |                                                                 |                                                                 |                                                                 |                                                                 |                                                                 |                                                                 |                                                                 |
| Enculești                                                       |                                                                 |                                                                 |                                                                 |                                                                 |                                                                 |                                                                 |                                                                 |                                                                 |                                                                 |
| F ↑ A B C D E F G H I Î J K L M N O P Q R S Ș T Ț U V W X Y Z ↓ |                                                                 |                                                                 |                                                                 |                                                                 |                                                                 |                                                                 |                                                                 |                                                                 |                                                                 |
| Fata                                                            | Făgetu                                                          | Florieni                                                        | Furnicoși                                                       |                                                                 |                                                                 |                                                                 |                                                                 |                                                                 |                                                                 |
| G ↑ A B C D E F G H I Î J K L M N O P Q R S Ș T Ț U V W X Y Z ↓ |                                                                 |                                                                 |                                                                 |                                                                 |                                                                 |                                                                 |                                                                 |                                                                 |                                                                 |
| Găinușa                                                         | Gălășești                                                       | Găleșești                                                       | Gănești                                                         | Găujani                                                         |                                                                 |                                                                 |                                                                 |                                                                 |                                                                 |
| Glavacioc                                                       | Glâmbocata Deal                                                 | Glâmbocu                                                        | Godeni                                                          | Goia                                                            |                                                                 |                                                                 |                                                                 |                                                                 |                                                                 |
| Golești                                                         | Gorani                                                          | Gorganu                                                         |                                                                 |                                                                 |                                                                 |                                                                 |                                                                 |                                                                 |                                                                 |
| H ↑ A B C D E F G H I Î J K L M N O P Q R S Ș T Ț U V W X Y Z ↓ |                                                                 |                                                                 |                                                                 |                                                                 |                                                                 |                                                                 |                                                                 |                                                                 |                                                                 |
| Hârsești                                                        | Hârtiești                                                       | Hulubești                                                       |                                                                 |                                                                 |                                                                 |                                                                 |                                                                 |                                                                 |                                                                 |
| I ↑ A B C D E F G H I Î J K L M N O P Q R S Ș T Ț U V W X Y Z ↓ |                                                                 |                                                                 |                                                                 |                                                                 |                                                                 |                                                                 |                                                                 |                                                                 |                                                                 |
| Ioanicești                                                      | Ionești                                                         | Izbășești                                                       | Izvorani                                                        | Izvoru                                                          |                                                                 |                                                                 |                                                                 |                                                                 |                                                                 |
| J ↑ A B C D E F G H I Î J K L M N O P Q R S Ș T Ț U V W X Y Z ↓ |                                                                 |                                                                 |                                                                 |                                                                 |                                                                 |                                                                 |                                                                 |                                                                 |                                                                 |
| Jgheaburi                                                       | Jugur                                                           | Jupânești                                                       |                                                                 |                                                                 |                                                                 |                                                                 |                                                                 |                                                                 |                                                                 |
| L ↑ A B C D E F G H I Î J K L M N O P Q R S Ș T Ț U V W X Y Z ↓ |                                                                 |                                                                 |                                                                 |                                                                 |                                                                 |                                                                 |                                                                 |                                                                 |                                                                 |
| Laicăi                                                          | Lăicăi                                                          | Lăpușani                                                        | Lăzărești                                                       | Leordeni                                                        |                                                                 |                                                                 |                                                                 |                                                                 |                                                                 |
| Lerești                                                         | Lipia                                                           | Livezeni                                                        | Lucieni                                                         | Luminile                                                        |                                                                 |                                                                 |                                                                 |                                                                 |                                                                 |
| Lunca Corbului                                                  |                                                                 |                                                                 |                                                                 |                                                                 |                                                                 |                                                                 |                                                                 |                                                                 |                                                                 |
| M ↑ A B C D E F G H I Î J K L M N O P Q R S Ș T Ț U V W X Y Z ↓ |                                                                 |                                                                 |                                                                 |                                                                 |                                                                 |                                                                 |                                                                 |                                                                 |                                                                 |
| Mălureni                                                        | Mărcești                                                        | Mățău                                                           | Merișani                                                        | Miercani                                                        |                                                                 |                                                                 |                                                                 |                                                                 |                                                                 |
| Mihăești                                                        | Mioveni                                                         | Miroși                                                          | Morărești                                                       | Moșoaia                                                         |                                                                 |                                                                 |                                                                 |                                                                 |                                                                 |
| Moșteni                                                         | Mușătești                                                       |                                                                 |                                                                 |                                                                 |                                                                 |                                                                 |                                                                 |                                                                 |                                                                 |
| N ↑ A B C D E F G H I Î J K L M N O P Q R S Ș T Ț U V W X Y Z ↓ |                                                                 |                                                                 |                                                                 |                                                                 |                                                                 |                                                                 |                                                                 |                                                                 |                                                                 |
| Nămăești                                                        | Negreni                                                         | Negrești                                                        | Nucșoara                                                        |                                                                 |                                                                 |                                                                 |                                                                 |                                                                 |                                                                 |
| O ↑ A B C D E F G H I Î J K L M N O P Q R S Ș T Ț U V W X Y Z ↓ |                                                                 |                                                                 |                                                                 |                                                                 |                                                                 |                                                                 |                                                                 |                                                                 |                                                                 |
| Oeștii Pământeni                                                |                                                                 |                                                                 |                                                                 |                                                                 |                                                                 |                                                                 |                                                                 |                                                                 |                                                                 |
| P ↑ A B C D E F G H I Î J K L M N O P Q R S Ș T Ț U V W X Y Z ↓ |                                                                 |                                                                 |                                                                 |                                                                 |                                                                 |                                                                 |                                                                 |                                                                 |                                                                 |
| Palanca                                                         | Pădureți                                                        | Păduroiu                                                        | Petrești                                                        | Pietroasa                                                       |                                                                 |                                                                 |                                                                 |                                                                 |                                                                 |
| Pietroșani                                                      | Piscani                                                         | Pitești                                                         | Podișoru                                                        | Podu Dâmboviței                                                 |                                                                 |                                                                 |                                                                 |                                                                 |                                                                 |
| Poienărei                                                       | Popești                                                         | Purcăreni                                                       |                                                                 |                                                                 |                                                                 |                                                                 |                                                                 |                                                                 |                                                                 |
| R ↑ A B C D E F G H I Î J K L M N O P Q R S Ș T Ț U V W X Y Z ↓ |                                                                 |                                                                 |                                                                 |                                                                 |                                                                 |                                                                 |                                                                 |                                                                 |                                                                 |
| Radu Negru                                                      | Răchițele De Jos                                                | Rădești                                                         | Râncăciov                                                       | Recea                                                           |                                                                 |                                                                 |                                                                 |                                                                 |                                                                 |
| Retevoiești                                                     | Robaia                                                          | Rucăr                                                           | Rudeni                                                          |                                                                 |                                                                 |                                                                 |                                                                 |                                                                 |                                                                 |
| S ↑ A B C D E F G H I Î J K L M N O P Q R S Ș T Ț U V W X Y Z ↓ |                                                                 |                                                                 |                                                                 |                                                                 |                                                                 |                                                                 |                                                                 |                                                                 |                                                                 |
| Samara                                                          | Sălătrucu                                                       | Săpata De Jos                                                   | Schitu Golești                                                  | Slobozia                                                        |                                                                 |                                                                 |                                                                 |                                                                 |                                                                 |
| Stănești                                                        | Stâlpeni                                                        | Stoenești                                                       | Stolnici                                                        | Strâmbeni                                                       |                                                                 |                                                                 |                                                                 |                                                                 |                                                                 |
| Surdulești                                                      | Suslănești                                                      |                                                                 |                                                                 |                                                                 |                                                                 |                                                                 |                                                                 |                                                                 |                                                                 |
| Ș ↑ A B C D E F G H I Î J K L M N O P Q R S Ș T Ț U V W X Y Z ↓ |                                                                 |                                                                 |                                                                 |                                                                 |                                                                 |                                                                 |                                                                 |                                                                 |                                                                 |
| Șerbănești                                                      | Șerboieni                                                       | Ștefănești                                                      | Șuici                                                           |                                                                 |                                                                 |                                                                 |                                                                 |                                                                 |                                                                 |
| T ↑ A B C D E F G H I Î J K L M N O P Q R S Ș T Ț U V W X Y Z ↓ |                                                                 |                                                                 |                                                                 |                                                                 |                                                                 |                                                                 |                                                                 |                                                                 |                                                                 |
| Teiu                                                            | Tigveni                                                         | Toplița                                                         | Topoloveni                                                      | Tutana                                                          |                                                                 |                                                                 |                                                                 |                                                                 |                                                                 |
| Ț ↑ A B C D E F G H I Î J K L M N O P Q R S Ș T Ț U V W X Y Z ↓ |                                                                 |                                                                 |                                                                 |                                                                 |                                                                 |                                                                 |                                                                 |                                                                 |                                                                 |
| Țițești                                                         |                                                                 |                                                                 |                                                                 |                                                                 |                                                                 |                                                                 |                                                                 |                                                                 |                                                                 |
| U ↑ A B C D E F G H I Î J K L M N O P Q R S Ș T Ț U V W X Y Z ↓ |                                                                 |                                                                 |                                                                 |                                                                 |                                                                 |                                                                 |                                                                 |                                                                 |                                                                 |
| Uda                                                             | Ungureni                                                        | Urlueni                                                         | Ursoaia                                                         |                                                                 |                                                                 |                                                                 |                                                                 |                                                                 |                                                                 |
| V ↑ A B C D E F G H I Î J K L M N O P Q R S Ș T Ț U V W X Y Z ↓ |                                                                 |                                                                 |                                                                 |                                                                 |                                                                 |                                                                 |                                                                 |                                                                 |                                                                 |
| Valea Bradului                                                  | Valea Calului                                                   | Valea Cetățuia                                                  | Valea Cucii                                                     | Valea Danului                                                   |                                                                 |                                                                 |                                                                 |                                                                 |                                                                 |
| Valea Faurului                                                  | Valea Iașului                                                   | Valea Mare Bratia                                               | Valea Mare Podgoria                                             | Valea Mare- Podgoria                                            |                                                                 |                                                                 |                                                                 |                                                                 |                                                                 |
| Valea Mare Pravăț                                               | Valea Mănăstirii                                                | Valea Mărului                                                   | Valea Nandrii                                                   | Valea Pechii                                                    |                                                                 |                                                                 |                                                                 |                                                                 |                                                                 |
| Văleni                                                          | Văleni-Podgoria                                                 | Vărzaru                                                         | Vâlcelele                                                       | Vâlsănești                                                      |                                                                 |                                                                 |                                                                 |                                                                 |                                                                 |
| Vlădești                                                        | Vlăduța                                                         | Vlășcuța                                                        | Voinești                                                        | Voroveni                                                        |                                                                 |                                                                 |                                                                 |                                                                 |                                                                 |
| Vrănești                                                        | Vulturești                                                      |                                                                 |                                                                 |                                                                 |                                                                 |                                                                 |                                                                 |                                                                 |                                                                 |
| Z ↑ A B C D E F G H I Î J K L M N O P Q R S Ș T Ț U V W X Y Z ↓ |                                                                 |                                                                 |                                                                 |                                                                 |                                                                 |                                                                 |                                                                 |                                                                 |                                                                 |
| Zărnești                                                        | Ziduri                                                          |                                                                 |                                                                 |                                                                 |                                                                 |                                                                 |                                                                 |                                                                 |                                                                 |